# Hans Sachs

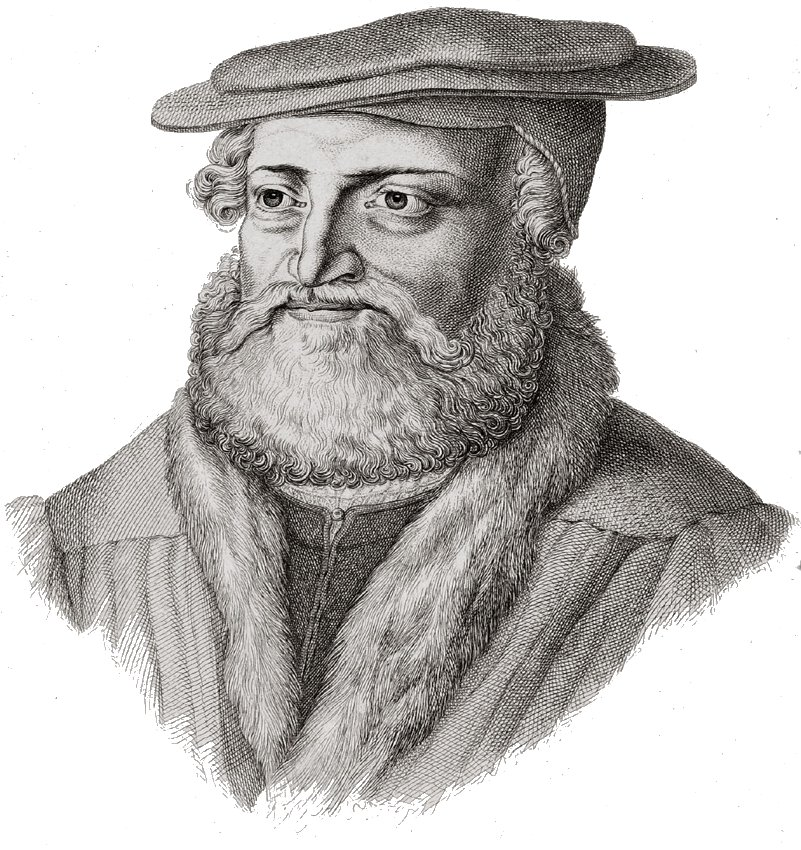
Hans Sachs

Hans Sachs (Neurenberg, 5 november 1494 - aldaar, 19 januari 1576) was een Duits dichter en toneelschrijver. Hij behoorde tot de "Meistersinger". Zijn werk wordt doorgaans gerekend tot de renaissanceliteratuur, maar zijn lyriek stond nog duidelijk onder invloed van de late minnezang uit de Middeleeuwen. 

## Leven en werk

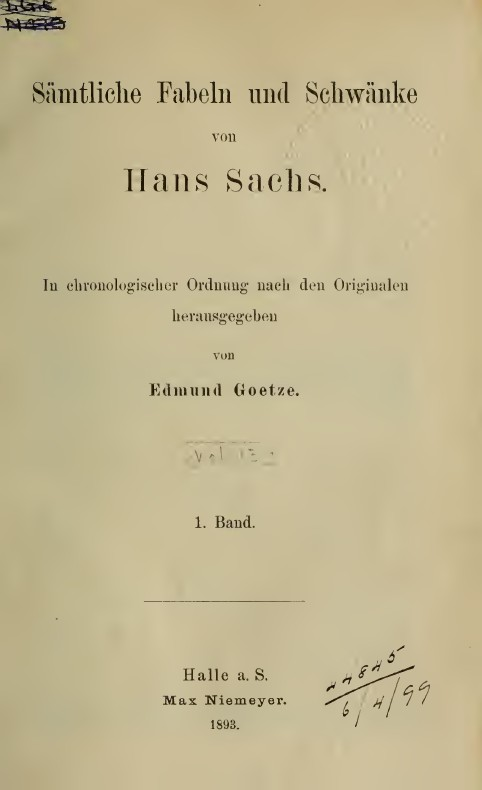
Sämtliche Fabeln und Schwänke, 1 (1893)

Hans Sachs werd geboren in Neurenberg als zoon van een schoenmaker. Hij bezocht de Latijnse school en werd vervolgens ook zelf opgeleid tot schoenmaker. Van 1511 tot 1516 reisde hij als ambachtsgezel door Duitsland om vervolgens definitief terug te keren naar zijn geboortestad, waar hij in 1576 op 81-jarige leeftijd overleed.
Onder invloed van Meistersinger Lienhardt Nunnenbeck, die toentertijd in Neurenberg de "Singkunst" onderwees, begon Sachs ook zelf te dichten. Op zijn naam staan meer dan 4400 "Meisterlieder" en 1800 spreuken in korte rijmparen. In zijn Summa all meiner Gedicht (1567) verhaalde hij over zijn leven als dichter. Ook schreef hij klucht-achtige werken voor toneel. Erg populair waren zijn "Fastnachtsspielen", met veel karikaturale typen als de domme boer, de boze echtgenote, de slimme student en de wellustige priester. Daarnaast bewerkte hij antieke toneelwerken (onder andere van Livius) en Bijbelse verhalen.
De lyriek van Sachs wordt beschouwd als een hoogtepunt in het Duitse "Meistergesang". Nadat hij in de zeventiende eeuw enigszins in de vergetelheid raakte, vestigde Johann Wolfgang von Goethe met een studie uit 1776 weer de aandacht op hem. Diverse sprookjes van de Gebroeders Grimm zijn gebaseerd op zijn thema's. In 1868 wijdde Richard Wagner zijn opera Die Meistersinger von Nürnberg aan zijn leven.